# 譚寧
譚 寧（たん ねい、タン・ニン、英語: Tan Ning、2003年4月3日 - ）は、中華人民共和国の女子バドミントン選手。2024年パリオリンピックでは21歳の若さで銀メダルを獲得。

## 経歴
1歳年下の劉聖書とペアを組む。
2024年パリオリンピックでは、女子ダブルスで銀メダルを獲得。